# Centraal-Macedonië
Centraal-Macedonië (Grieks: Κεντρική Μακεδονία, Kentriki Makedonia) is een van de dertien periferieën (regio's) van Griekenland.

## Geografie
Het is gelegen in het noorden van het Griekse vasteland. In het westen grenst het aan West-Macedonië, in het zuidwesten aan Thessalië, in het oosten aan Oost-Macedonië en Thracië en in het noorden aan Bulgarije en aan het land Noord-Macedonië. Ten zuiden van de regio ligt de Egeïsche Zee, op een schiereiland hierin grenst het aan de autonome monnikenstaat Athos, die tot geen enkele periferie behoort. Thessaloniki is de grootste stad van Centraal-Macedonië.

## Bestuurlijke indeling

Centraal-Macedonië en zijn gemeenten. De grijze gemeenten behoren tot Chalcidice, de gele tot Thessaloniki, de roze tot Pella, de bruine tot Imathia, de paarse tot Piëria, de groene tot Kilkis en de blauwe tot Serres

Centraal-Macedonië bestaat uit zeven regionale eenheden (perifereiaki enotita): Chalcidice (Χαλκιδική), Imathia (Ημαθία), Kilkis (Κιλκίς), Pella (Πέλλα), Piëria (Πιερία), Serres (Σερρες) en Thessaloniki (Θεσσαλονίκη). Deze hadden voor 2011 de status van departementen (nomi), maar hebben thans geen eigen bestuur meer.
In Centraal-Macedonië liggen twaalf van de 325 Griekse gemeenten.